# Хосе Антоніо Осоріо
Хосе Антоніо Осоріо Лісарасо (Богота, 30 грудня 1900 — 12 жовтня 1984) — колумбійський прозаїк, автор оповідань, літературний критик, есеїст, політик і журналіст. Він був відомий як своїм генієм письменника, так і своєю політичною позицією. Його робота оберталася навколо Боготи та теми викорінення. Він був одним із перших латиноамериканських письменників, які наважилися на жанр міського роману. Був директором газет La Prensa та El Heraldo в Барранкільї. У 1953 році він опублікував День ненависті, де розповідає про події, що відбулися під час Боготасо. Він жив у кількох країнах Америки та був близьким співробітником уряду Хуана Домінго Перона в Аргентині та диктатури Рафаеля Леонідаса Трухільо в Домініканській Республіці.

## Життєпис
Осоріо Лізаразо навчався в коледжі Сан-Бартоломе, який закінчив у 1916 році. Співпрацював майже в усіх столичних газетах, іноді підписуючись псевдонімом «El Solitario». У 1930-х роках він був директором Diario Nacional, працював керівником La Prensa та допомагав організовувати El Heraldo, яким керував від самого початку. Він обіймав державну посаду як секретар військового міністерства та освіти, а також був директором публікацій Генерального контролера нації. У цьому десятилітті він також опублікував свої перші романи Кам'яниця і науково-фантастичний твір Барранкілья 2132. У 1946 році в недільному літературному додатку El Tiempo він опублікував повість Розкуркулення.
У 1946 році він почав довгу подорож Латинською Америкою, яка привела його до Аргентини до 1955 року. Там він співпрацював з урядом Хуана Домінго Перона і опублікував свій роман Людина під землею. Він також жив у Чилі та Домініканській Республіці, де був дуже близький до диктатора Рафаеля Леонідаса Трухільо, біографію якого він назвав Це Трухільо. Він був другом і послідовником колумбійського ліберального лідера Хорхе Елісера Гайтана, про якого він опублікував у 1952 році біографію Гайтан, життя, смерть і постійна присутність. В останні роки життя він написав роман Шлях тіні, з яким отримав першу премію на конкурсі Ессо в 1963 році.
Осоріо помер 12 жовтня 1964 року від амебіазу і був похований на центральному кладовищі Боготи.

## Твори
Романи
- Кам'яниця, 1930
- Барранкілья 2132, 1932
- Люди без подарунка, 1933
- Злочинець, 1935
- Жнива, 1935
- Чоловіки без подарунка: роман державних службовців, 1938
- Каракулі, 1939
- Людина під землею, 1944
- Болото, 1952
- День ненависті, 1952
- Стежка в тіні, 1965

Казка
- Розкуркулення, 1946

Інші
- Обличчя нещастя, 1926
- Біографія Кави, 1945
- Освітлений острів, 1946
- Цивільний засновник республіки: Сантандер, близько 1950 року
- Поза законом: бандитська історія, c. 1950 (містить короткі романи Хосе дель Кармен Техейро та Антоніо Хесус Аріса
- Гайтан: життя, смерть і постійна присутність, 1952
- Проблемне дерево, 1954
- Колумбія, де розчиняються Анди, 1956 рік
- Це Трухільо, 1958 рік
- Бацила Маркса, 1959
- Меланхолійний механізм: Нотатки про колумбійську бюрократію, 1980
- Ліві ідеї: лібералізм, революційна партія

Збірки, добірки, антології
- Романи і хроніки, 1979

## Нагороди
- Премія Ессо в 1963 році за його роботу Шляхи тіні, опубліковану в 1965 році.